# 相似則
力学における相似則（そうじそく、英: law of similarity (similitude), similarity rule）とは、複数の、ある意味で相似な系における物理量の比が系の大きさによらないある一定値をとるという法則である。たとえば物理現象の基礎方程式が線形の場合、入力と出力は比例し、その比は一定になる。

## 概要
物理学や工学において、実験を実機で行なうと大掛かりで手間や費用がかかってしまう場合、代わりに模型を使っての実験が行われることがある。模型によって実機の物理的現象を再現するには、両者における物理現象が共通の支配方程式を満足することが必要である。このためには以下の相似条件を満足しなければならない。
幾何学的相似両者の対応する寸法の比がすべて等しいこと。図形の相似を参照。
運動学的相似両者の対応する（空間的、時間的な）点における速度の比がどこでも等しいこと。たとえば流体力学においては流線の幾何学的相似を意味する。
力学的相似両者が幾何学的および運動学的に相似であり、かつ対応する点に作用する力の比が等しいこと。

## 流体力学における相似則
二つの物体（実機と模型）の運動が幾何学的および運動学的に相似であるときに、その周りの流体の運動について力のはたらき方が相似になる条件、すなわち力学的相似の条件について考えると、以下の相似則が得られる。
ニュートンの相似則
重力の影響や粘性の影響あるいは圧縮性の影響がないと考えれば流体の運動を決定するのは慣性力F である。慣性力には、U を代表速度、L を代表長さ、ρを流体密度として
{\displaystyle F\propto \rho U^{2}L^{2}}
すなわち抵抗係数 cF で表せば
{\displaystyle c_{F}\equiv {\frac {F}{\rho U^{2}L^{2}}}=\mathrm {const.} }
の関係がある。これをニュートンの相似則と言う。粘性や重力あるいは圧縮性が作用しない場合には相似の物体において抵抗係数が一定になる。
レイノルズの相似則
粘性の作用が加わる場合に、レイノルズ数が等しければ粘性力のはたらき方が相似になることをレイノルズの相似則と言う。幾何学的相似の物体について力のはたらき方が相似となるためには､慣性力と粘性力の比が一定にならなければならない。流体中で粘性の作用のみを考えたとき、レイノルズ数が等しければ抵抗係数も等しくなる。
フルードの相似則
重力の影響がある場合、その作用が相似となるためには、慣性力と重力の比を表すフルード数が等しくなければならない。これをフルードの相似則と言う。
圧縮性流体の相似則
圧縮性の効果すなわち密度ρの変化はマッハ数M の2乗に比例する：
{\displaystyle {\frac {d\rho }{\rho }}\propto M^{2}}
プラントル・グラワートの相似則
亜音速流の物体（翼形状）表面における圧力係数は、物体の幅をμ倍、厚みを 1/(λμ)倍にした模型の対応点における非圧縮流れの圧力係数をλ倍することにより得られる。これをプラントル・グラワートの相似則（Prandtl-Glauert transformation）と言う。特に、λ = 1/μ2 の場合をゴサート（Goethert）の相似則と言う。
この相似則には次のような表式もある。これは同一の翼型周りの亜音速状態（M∞2 < 1）での圧縮流と非圧縮流に対する揚力係数（それぞれCp , Cp0 とする）の変換式である。グラワート (1927)が発表したが、プラントルも同じ変換式を見出していた。
{\displaystyle C_{p}={\frac {C_{p0}}{\sqrt {1-M_{\infty }^{2}}}}}

### 複数の効果がある場合
複数の作用を同時に考慮しなければならないとき、相似則も複数の無次元変数で表される。たとえば船舶が水面上を運動し、そこに粘性と重力が同時に作用するとき、抵抗係数cF はレイノルズ数Re とフルード数Fr の関数となる：
{\displaystyle c_{F}=f(Re,Fr).}
同様に、圧縮性と粘性が作用する高速飛行物体の場合には
{\displaystyle c_{F}=f(Re,M)}
と表される。
ただし実用上は、実機と模型で複数の無次元数を一致させることは困難であるため、二次的に作用する物理法則を除外したり、現象を分割して部分的に相似則を考慮したりすることで、無次元変数のいくつかが無視されることも多い。これを相似則の緩和という。たとえば風洞によって航空機の模型実験を行なうとき、本来は実機とレイノルズ数Re を一致させなければならない。しかしRe が十分大きく流れが完全に乱流であるならば、Re が変化しても摩擦抵抗に大きな変化は見られないため、Re の一致は考慮しないことが多い。